# Donja Pušća
Donja Pušća is een plaats in de gemeente Pušća in de Kroatische provincie Zagreb. De plaats telt 763 inwoners (2001).